# 旋涡急流大桥
旋涡急流大桥（英語：Whirlpool Rapids Bridge），通称旋涡大桥（Whirlpool Bridge），是一座背托支撑、铆接、两铰的拱桥。它跨越美加边境，连接着加拿大安大略省的尼亚加拉瀑布城和美国纽约州的尼亚加拉瀑布城。大桥在著名的彩虹桥以北1.5（0.9英里）、尼亚加拉瀑布以北2（1.2英里）处。桥梁共两层，上层为单线铁路，下层为两车道公路。目前该桥公路交通仅对参与NEXUS项目的旅客及其车辆开放。